# سام كيلي (لاعب كرة قدم)
سام كيلي (بالإنجليزية: Sam Kelly)‏ (21 أكتوبر 1993 في المملكة المتحدة - ) هو لاعب كرة قدم بريطاني في مركز الوسط. لعب مع بورت فايل وغريمسبي تاون ونادي إيفرتون ونورويتش سيتي ونادي كامبريدج ستي.

## وصلات خارجية
- سام كيلي على موقع قاعدة بيانات كرة القدم.إي يو (الإنجليزية)
- سام كيلي على موقع Soccerbase.com (لاعب) (الإنجليزية)